# AA-amyloidos
AA-amyloidos är en form av amyloidos i samband med upplagring av ett amyloidprotein vid namn serum amyloid A, SAA (typ 1 och 2), som är akutfasprotein.
Den orsakar reaktiv systemisk amyloidos, som en "reaktion" på inflammation, men också familjär medelhavsfeber, som är ett ärftligt tillstånd. Det gemensamma draget hos störningar förknippade med reaktiv systemisk amyloidos, är långvariga celluppdelningar på grund av kroniskt inflammatoriska eller sjukdomliga processer.
Reaktiv systemisk amyloidos associeras med andra kroniskt inflammatoriska tillstånd, såsom ledgångsreumatism, Bechterews sjukdom, Crohns sjukdom, ulcerös kolit, tuberkulos, bronkiektasi och kronisk osteomyelit.
Andra tillstånd inkluderar Hodgkins sjukdom och njurcellskarcinom.